# Jack Meets Dennis
"Jack Meets Dennis" é o sexto episódio da primeira temporada da série de televisão de comédia de situação norte-americana 30 Rock. Teve o seu enredo escrito por pelo co-produtor executivo Jack Burditt, e foi realizado pelo argentino Juan José Campanella. A sua transmissão nos Estados Unidos ocorreu a 30 de Novembro de 2006 através da National Broadcasting Company (NBC). Os actores convidados que apareceram no episódio foram Michael K. Blackson, Dean Winters, Rachel Dratch, Lonny Ross, Keith Powell, Lonny Ross, Katrina Bowden, Brian Stack, e Teddy Coluca.
No episódio, Liz Lemon (interpretada por Tina Fey) reacende a vela do seu relacionamento com o ex-namorado Dennis Duffy (Winters), e Jack Donaghy (Alec Baldwin) tenta convencê-la de que tal passo seria um caminho em direção a uma vida de mediocridade. Enquanto isso, Tracy Jordan (Tracy Morgan) fica furioso quando uma revista o chama de "normal" e, ao mesmo tempo, Jenna Maroney (Jane Krakowski) fica preocupada com a sua idade após ser questionada por Jack.
Em geral, "Jack Meets Dennis" foi recebido com opiniões positivas pela crítica especialista em televisão do horário nobre, com aplausos sendo feitos ao desempenho de Baldwin. De acordo com os dados publicados pelo sistema de mediação de audiências Nielsen Ratings, o episódio foi assistido por uma média de 5,97 milhões de telespectadores norte-americanos, a menor quantidade atingida pela série até então, e foi-lhe atribuída a classificação de 2,7 e seis de share no perfil demográfico dos telespectadores entre os dezoito aos 49 anos de idade.

## Produção

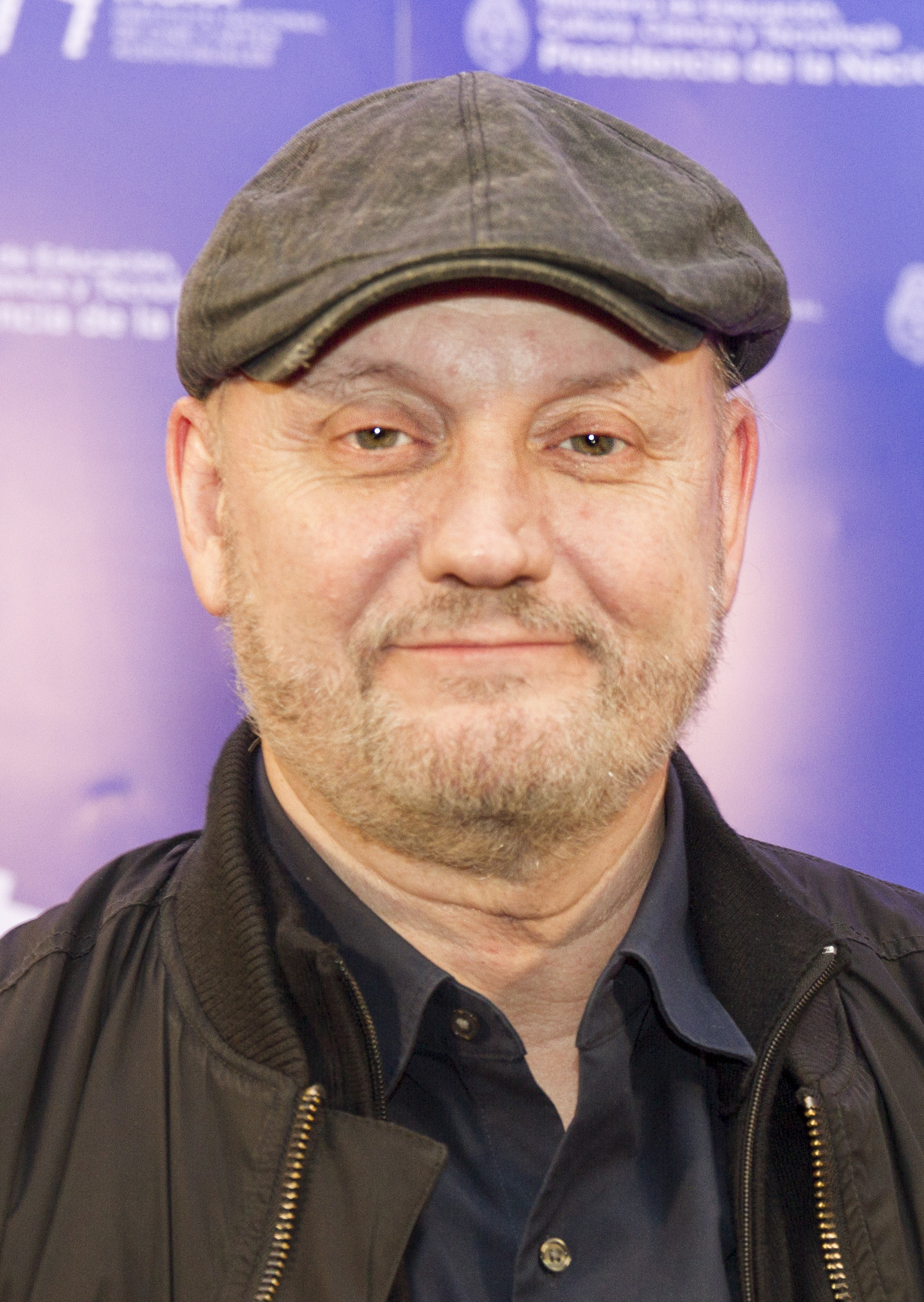
"Jack Meets Dennis" foi realizado pelo diretor de cinema argentino Juan José Campanella.

"Jack Meets Dennis" é o sexto episódio da primeira temporada de 30 Rock. O seu enredo foi escrito pelo co-produtor executivo Jack Burditt e foi realizado pelo diretor de cinema argentino Juan José Campanella, marcando assim a estreia de ambos no seriado e ainda o único crédito de Campanella na série.
Rachel Dratch, parceira de longa data e companheira de comédia de Fey no SNL, foi originalmente escolhida para interpretar a personagem Jenna Maroney. Dratch interpretou o papel no episódio piloto original do seriado, nunca transmitido na televisão. No entanto, em Agosto de 2006, foi anunciado que a actriz Jane Krakowski iria substituir Dratch neste papel, com esta última interpretando várias personagens diferentes ao longo da série. Segundo Fey, Dratch era "melhor adaptada para interpretar uma variedade de personagens secundárias excêntricas," e o papel de Jenna era para ser desempenhado em "linha recta." "Ambos Tina e eu obviamente adoramos Rachel, e nós queríamos encontrar uma maneira na qual pudéssemos explorar a sua força," afirmou o produtor Lorne Michaels em entrevista à revista Variety. Neste episódio, sua quarta participação, Dratch interpretou uma versão fictícia da actriz Elizabeth Taylor.
O actor e comediante Judah Friedlander, intérprete da personagem Frank Rossitano em 30 Rock, é conhecido pelos seus bonés de camioneiro de marca registada que usa dentro e fora da personagem Frank. Os chapéus normalmente apresentam palavras ou frases curtas estampadas neles. Friedlander afirmou que ele próprio é quem faz os acessórios. Revelou também que "alguns deles são brincadeiras íntimas, e alguns são simplesmente piadas." A ideia veio do persona de Friedlander nas suas apresentações de comédia stand-up, nas quais os objectos de adorno estão todos estampados com a escrita "campeão mundial" em línguas e aparências diferentes. Neste episódio, Frank usa bonés que leem "Ninja Expert" e "Joystick Master".

## Enredo
Liz Lemon (Tina Fey) e Dennis Duffy (Dean Winters) reataram o seu relacionamento pois ele foi a única pessoa a se lembrar do aniversário dela. Perturbada com a aceitação da mediocridade, o seu chefe Jack Donaghy (Alec Baldwin) tenta transformá-la em alguém que aprecia "a boa vida," indicando-lhe Stone, o restaurante mais chique da cidade. No entanto, Liz declina a oferta de aceitar Jack como mentor. Naquela noite, no restaurante, Jack e sua acompanhante passam pela mesa de Liz e Dennis, com Jack ficando muito impressionado com os modos de Dennis. No dia seguinte, Jack apresenta Liz a um ex-aprendiz dele, Howard Jorgensen (Brian Stack). No almoço do dia seguinte, Liz percebe que está frustrada com o seu relacionamento com Dennis, ficando brava e indo ao escritório de Jack para pedir ajuda. Jack motiva Liz a terminar o relacionamento. Liz chega em casa para terminar com Dennis, apenas para encontrá-lo perturbado depois de uma derrota da equipa de hóquei para a qual torce, o New York Islanders. Como resultado, Dennis vai morar com ela.
Enquanto isso, Tracy Jordan (Tracy Morgan) está chateado depois de ter sido identificado em uma revista como um actor se comportando normalmente, longe de ser a personalidade insana que ele está tentando manter. Para restabelecer a sua "credibilidade nas ruas", Tracy faz uma tatuagem de dragão em seu rosto, mas é mais tarde identificada como feita com marcador de texto. Ao mesmo tempo, Josh Girard (Lonny Ross) diz que está para receber um presente especial de Liz Taylor (Rachel Dratch) como uma resposta a uma imitação que ele fez da actriz no TGS with Tracy Jordan. Liz Taylor se infiltra nos estúdios do 30 Rock, chateada com a representação de Josh, e brutalmente bate nele com um extintor de incêndio.
Ao mesmo tempo, Jack, respondendo a pesquisa de audiência, começa a limpar a roupa verde do conjunto. Ele pergunta a Jenna Maroney (Jane Krakowski), uma das estrelas do TGS, quantos anos ela tem, e ela lhe diz que tem 29. Como resultado desta conversa, Jenna recebe injecções de botox e colágenio que dão terrivelmente errado. Mais tarde, durante um ensaio envolvendo imitações de Condoleezza Rice, Laura Bush e John Kerry - os vários percalços pelos quais passam Tracy, Jenna, e Josh levam Liz e Pete Hornberger (Scott Adsit) a conclusão de que seria impossível para os três se apresentarem no programa. Felizmente, a luz da NBC Studios vai embora, cancelando a exibição daquela noite.

## Repercussão

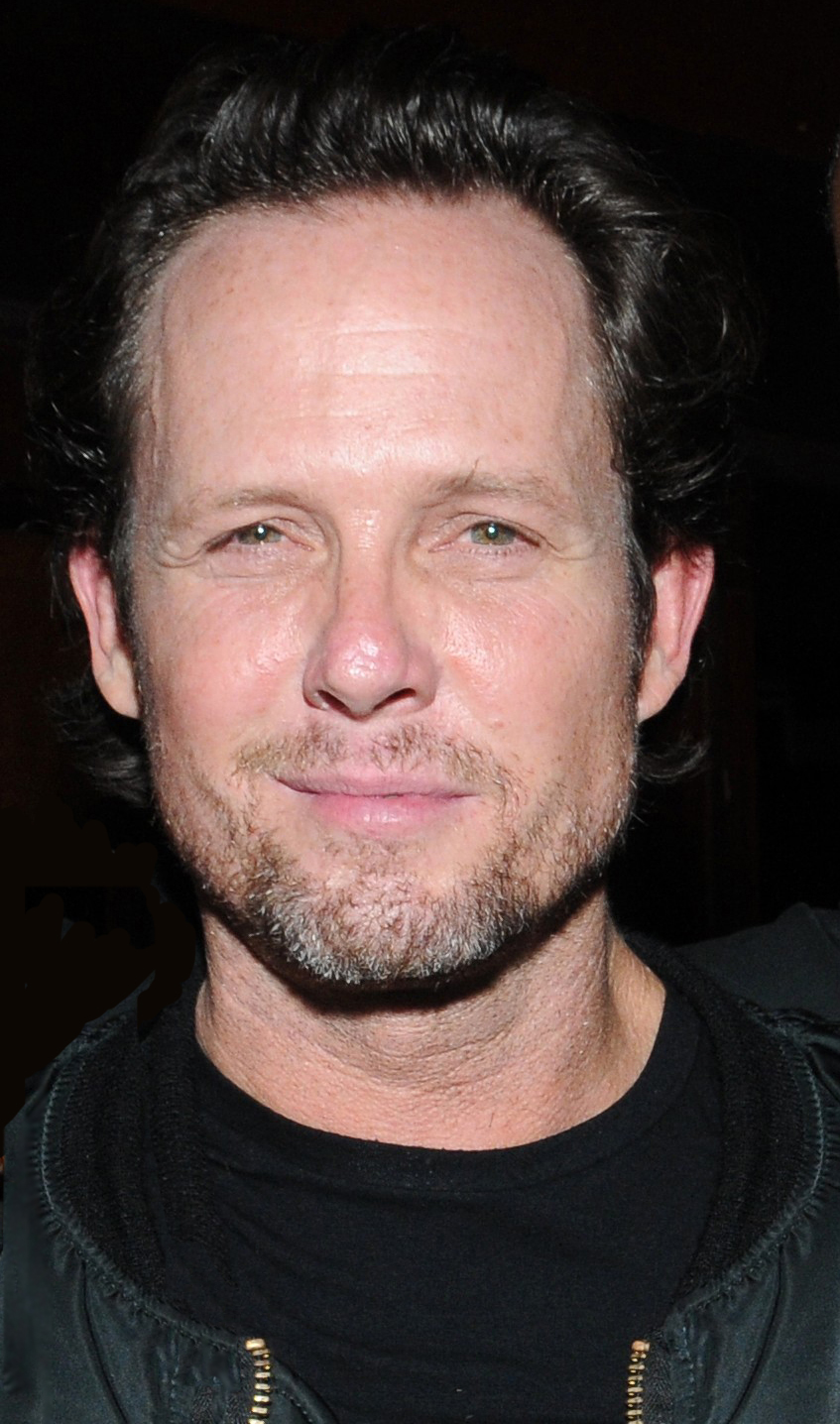
A participação de Dean Winters foi recebida com elogios.

Nos Estados Unidos, "Hard Ball" foi transmitido originalmente na noite de 30 de Novembro de 2006 através da NBC, como o sexto episódio de 30 Rock. Naquela noite, de acordo com as estatísticas reveladas pelo serviço de mediação de audiências Nielsen Ratings, foi visto por uma média de 5,97 milhões de telespectadores e recebeu a classificação de 2,7 e seis de share no perfil demográfico de telespectadores entre os dezoito aos 49 anos de idade. O 2,7 refere-se a 2,7 por cento de todas as pessoas entre os dezoito aos 49 anos de idade nos EUA, e os seis refere-se a seis por cento de todas as pessoas de dezoito a 49 anos de idades assistindo televisão no momento da transmissão. Na semana de 27 de Novembro a 3 de Dezembro de 2006, "Jack Meets Dennis" terminou em septuagésimo lugar na classificação semanal.
| Críticas profissionais | Críticas profissionais |
| Avaliações da crítica  | Avaliações da crítica  |
| Fonte                  | Avaliação              |
| ---------------------- | ---------------------- |
| A.V. Club              | B-                     |
| Boston Herald          | (positiva)             |
| The Buffalo News       | [ 14 ]                 |
| IGN                    | 7,5/10                 |
| The New York Times     | (mista)                |
| TV Guide               | (positiva)             |

Segundo a jornalista Alessandra Stanley, para o jornal norte-americano The New York Times, o episódio deu certo porque brincou "com os absurdos do negócio de televisão de maneira leve," sentindo que 30 Rock atingiu o seu âpice quando girava em torno das personagens, e não em torno de si. O analista de televisão Robert Canning, na sua análise para o portal britânico IGN, achou que "apesar de Tracy e Jenna terem seus momentos em duas tramas fracas," a "selecção sem graça e distractiva do elenco 'Where's Wally?' [abordando as múltiplas personagens diferentes que Rachel Dratch desempenha na série]," interrompeu o fluxo do episódio. Ele concluiu a sua análise demonstrado apreço pela melhoria na qualidade do programa, afirmando que "embora nem todas as histórias desta semana tenham sido fantásticas, você não fica muito tempo sem uma boa risada." Para Matt Webb Mitovich, da revista de entretenimento TV Guide,  "Jack Meets Dennis" foi "um dos mais fortes" transmitidos até ao momento, citando que "todo mundo teve coisas engraçadas para fazer, as cenas de Jack e Liz foram divertidas, junto a uma Liz sendo induzida a se auto-humilhar, e ainda tivemos uma participação de Rachel Dratch (como a realmente irritada Liz Taylor)." Mitovich, que não vinha sendo grande apreciador da personagem Jenna, declarou ter gostado da sua performance. Alan Pergament, para o jornal nova-iorquino The Buffalo News, escreveu: "Os extremos que as celebridades atingem para literal e figuritivamente manter as suas imagens provavelmente pareceu mais engraçado no rascunho [acerca das tramas de Tracy e Jenna], mas muito disso acabou sendo mal desempenhado e ilustra os porquês de 30 Rock estar a afundar como uma pedra." Amy Amatangelo, para o periódico Boston Herald elogiou a participação de Dean Winters no "papel hilariante" de Dennis, enquanto Matt Roush, outro crítico do TV Guide, declarou que Alec Baldwin "roubou a cena" neste episódio.